# 外戚
外戚（がいせき）は、皇帝、王の母親または妃の一族のことである。

## 概要
親に対する「孝」を重んじる儒教社会では、君主が人々に対する模範として、率先して母親やその親族に対して礼を尽くすべきであると考えられてきた。
『春秋』の注釈書である「公羊伝」の隠公元年春王正月条（すなわち『春秋』の冒頭記事への注釈）の解釈の中に「子以母貴、母以子貴（子は母を以って貴し、母は子を以って貴し）」という文章がある。これは本来、嫡子がおらず庶子の中から後継者を選ぶ際には母親の出自の高い方を選ぶという意味であった。だが、後世に後半の「母以子貴」の部分が強調されて、母親及びその親族に対する尊重の意味に捉えられるようになった。日本の桓武天皇が延暦9年壬辰12月1日（791年1月9日）に外祖父母を追贈した際の詔において「春秋之義。祖以子貴。此則礼經之垂典。帝王之恒範。」として、礼制に適った行為であることを強調している（『続日本紀』）。
しかし、その奉仕の方法として経済的方法のみならず、社会的・政治的権限までも付与してしまったために、様々な弊害を引き起こした。

## 各国の外戚

### 中国
中国においては、外戚政治は後漢の代に特によく見られる。その原因は、ほとんどの皇帝は若くして崩御した。その皇后は幼い庶子または幼い宗室子を新帝に擁立する（皇帝の早世と同じようによく見られるのは、皇后は男児が生まれなかった）。先帝の皇后は嫡母（形式上の母）として皇太后となり、幼帝を補佐するために垂簾聴政を行う。皇太后は自らの親族を補佐の為に取り立てることも多かった。しかし、成長後の皇帝は嫡母とその親族と不仲となり、宦官を利用する、もしくは新しい勢力として自分の后の一族を引き入れることなど、外戚を牽制する。対応として外戚は厄介になることとなった皇帝を殺したため、しばしば政治に混乱が生じた。
帝位簒奪が起こることもある。例えば、北周の静帝は幼少のため、嫡母の天元皇太后の父である丞相の随国公楊堅が輔弼した。しかし、楊堅は形式上の外孫である静帝に帝位禅譲を強要し、隋の初代皇帝となった。
皇后でなくても、皇帝の寵妃の親族は皇帝によって引き立てられ、顕位に上り権力を振るうことになる。特に有名な例は楊貴妃の又從兄楊国忠である。楊国忠が丞相位に就いた。
なお、唐の賦役令では、太皇太后・皇太后・皇后の親族、すなわち外戚は租税免除の対象になっていたが、日本ではその規定は導入されなかった。その理由として、大宝律令制定当時は皇后は皇族（日唐問わず元から免税の対象であった）のみが輩出出来るとされていたからだと推測されている（ただし、律令下の皇后の出自に関する規定の存在を疑問視する論文もある）。
明の中期から、外戚政治を避けるために一般人の娘から皇后を選ぶ。その結果として、外戚政治はほとんど現れなくなった。

### 日本
日本においては、天皇に自分の娘を嫁がせ次の天皇に成る皇子を産ませ、その皇子を擁立し外祖父として一族の政治力を強化・維持する方法が古代より知られ、磯城氏・三輪氏・物部氏・尾張氏・葛城氏・大伴氏・蘇我氏・藤原氏などによる外戚関係・外戚政治が長年行われていた。平清盛などもそれに倣って外戚政治を行った。その後も西園寺家などの有力公家が皇室との外戚関係を持って発言力を得る例があったが、家格の固定化とともに外戚の影響力は低下していくことになる。ただし、江戸時代中期には幼くして生母もしくは両親共に失った天皇が相次いだために外戚が再び発言力を強め、女官に任じられていない天皇の外祖母が内裏に上がって正規の女官よりも上位に立つ例も現れた。このため、桜町天皇は将来の天皇の「実母」は必ず天皇の正配（親王家もしくは摂家出身に限られる）としてその養育には正配が当たり、実際の生母や外戚の立場を認めないこととした（合わせて、女官たちの女叙位を再興して、女官制度の立て直しも図っている）。
一方、三大幕府の征夷大将軍を直系尊属に持った天皇は、江戸時代において明正天皇の例があるのみである。そもそも、源頼朝の娘（大姫・三幡）や足利尊氏の娘（鶴王）の入内構想があったと言われているが、実際に娘を入内させた征夷大将軍は宗尊親王と徳川秀忠のみで、父親の存命中に入内があったのは秀忠の娘・和子（明正天皇の生母）のみであった。なお、実際に将軍家を外戚にする天皇が誕生したことで、幕府が朝廷を統制するどころか、反対に将軍の外孫である天皇を介して朝廷が幕府に影響力を及ぼす可能性が認識されるようになり、以降将軍家から入内構想を持ち出すことがなくなったとする説もある。

### 朝鮮
朝鮮半島においては、李氏朝鮮（1392年 - 1910年）の時代に王の親族と外戚の官府として敦寧府が置かれ王后の父には正一品の領敦寧府事の官職が与えられた。加えて王妃の父は忠勲府より正一品・府院君が与えられた。
垂簾聴政に伴って外戚が政治権力を持つことがあり、勲旧派の中心人物の一人で仁粋大妃と同じ清州韓氏の韓明澮は睿宗と成宗の外戚であった。
仁宗と明宗の治世においては文定王后の弟で仁宗の後宮である淑嬪尹氏の叔父尹元衡が専横を振るった。尹元衡と明宗の妃である仁順王后の外戚・李梁、沈通源は「朝鮮の三凶」と呼ばれた。
李氏朝鮮末の19世紀頃の王の外戚である安東金氏による外戚政治を勢道政治の一つとする。
外戚政治や外戚同士の政争が士禍の一因になることがあった。

## 有名な外戚

### 中国の外戚

#### 前漢
- 呂氏[8]
  - 呂雉（高祖皇后、呂后）
  - 呂産（呂后の兄の子）
  - 呂禄（呂后の兄の子）
- 衛氏・霍氏[9]
  - 衛青（武帝皇后の衛子夫の弟）
  - 霍去病（衛子夫の甥）
  - 霍光（霍去病の異母弟、昭帝上官皇后の外祖父、宣帝皇后霍成君の父）
- 王氏[10]
  - 王鳳（元帝皇后王政君の同母弟）
  - 王莽（王政君の甥、平帝王皇后の父、のち新の皇帝）

#### 後漢
- 竇憲（章帝竇皇后の兄）[11]
- 鄧氏[12]
  - 鄧綏（後漢和帝皇后）
  - 鄧騭（中国語版）（鄧綏の兄）
- 梁冀[13]（順帝皇后梁妠と桓帝皇后梁女瑩の兄）

#### 北周・隋唐
- 楊堅（北周の宣帝皇后楊麗華の父、隋の文帝）[14]

- 楊国忠（唐の楊貴妃の従兄）[15]

### モンゴル帝国の外戚
- コンギラト部族（チンギス・ハンの妃ボルテや、クビライの妃チャブイの出身部族）

### 日本の皇室の外戚

#### 飛鳥時代
- 磯城氏
- 三輪氏
- 物部氏
- 尾張氏
- 葛城氏
- 大伴氏
- 蘇我氏

#### 平安時代
- 藤原氏
  - 藤原良房
  - 藤原兼家
  - 藤原道長
  - 藤原頼通

- 平清盛（建礼門院の父）

### 李氏朝鮮の外戚
- 韓明澮（睿宗と成宗の王后の父）
- 尹元衡（文定王后の弟。明宗の母方の叔父。「朝鮮の三凶」の一人）
- 李梁（仁順王后の外戚・「朝鮮の三凶」の一人）
- 安東金氏
- 豊壌趙氏
- 驪興閔氏

### 台湾鄭氏政権の外戚
- 唐顕悦（中国語版）
- 陳永華
- 馮錫範（中国語版）
- 黄安（中国語版）
- 董騰（中国語版）（鄭成功の王妃の姪）
- 陳夢球（中国語版）（陳永華の次男）
- 馮錫圭（中国語版）（馮錫範の弟）

### ベトナムの外戚
- 陳守度（李朝を簒奪し、陳朝を興す）
- 胡季犛（陳朝を簒奪し、胡朝を興す）
- 莫登庸（後黎朝を簒奪し、莫朝を興す）